# 八家後漢書
《八家後漢書》，是指《東觀漢記》、范曄《後漢書》以外，記載東漢歷史的八部紀傳體及編年體史書。

## 各書內容
八家《後漢書》分別為：
- 謝承，三國吳人。撰《後漢書》130卷，隋志、舊唐志記載皆同，新唐志作133卷。紀、志、傳俱全，且有所創新。〈兵志〉、〈風教傳〉為此書所獨創。從佚文推斷，〈獨行〉、〈方術〉、〈逸民〉、〈列女〉諸傳當由此書所始創。此書中所述江南名士甚多，其佚文數量較多，多半為范書所失載。此書的地方色彩較濃厚，詳細記載三吳事而略記京洛事。魯迅有輯本。

- 薛瑩，三國吳人。撰《後漢書》100卷，隋志、兩唐志記載皆同。此書佚文數量甚少，僅光武、明、章、安、桓、靈六帝紀論及少數人物傳散句，從佚文內容來看，有一定的史識。劉勰《文心雕龍》中對謝承書、薛瑩書評論「疏謬少信」。

- 司馬彪，西晉人。撰《續漢書》83卷，隋志、兩唐志皆同。有帝紀9卷、志8卷（亦称为《续漢志》）、列傳65卷、敘篇1卷。書定為名《續漢書》，顯然是為了接續班固《漢書》而作。八志內容保存完整，由梁人劉昭作注，獨立刊行，後併入范曄《後漢書》中。佚文數量僅次於謝承《後漢書》。唐人李賢為范曄《後漢書》作注時，引用司馬彪《續漢書》內容多達149條，遠在他書之上。裴松之為《三國志》作注時，引用《續漢書》內容注釋東漢末年之事也最多。劉勰《文心雕龍》中稱贊此書「詳實」。

- 華嶠，西晉人。撰《漢後書》97卷，隋代時僅存17卷。有帝紀12卷、皇后紀2卷[1]、列傳70卷、譜3卷，無志。華嶠改志為典，原計畫寫10篇，可惜未完成而卒世。後由二子華徹、華暢整理完成。劉勰《文心雕龍》中稱贊此書「準當」。范曄撰《後漢書》時，以此書為主要藍本，直接襲用論贊多達十處[2]，佔范曄論贊的十分之一。

- 謝沈，東晉人。撰《後漢書》122卷，隋代時僅存85卷。僅存〈光武帝〉、〈安帝〉2紀及〈禮儀〉、〈祭祀〉、〈天文〉、〈五行〉、〈郡國〉5志佚文，列傳佚文甚少，內容多與范書相同。魯迅有輯本。

- 張瑩，東晉人。撰《後漢南紀》55卷，隋代時僅存45卷，兩唐志皆作58卷。書早亡佚，佚文數量也最少。唯漢安帝見銅人的記載，為此書所獨載。

- 袁山松，一作袁崧，東晉人。撰《後漢書》100卷。此書紀傳品質不高，志書較全，佚文亦多。劉勰《文心雕龍》中對張瑩書、袁山松書評論「偏駁不倫」。

- 張璠，三國魏人。撰《後漢紀》30卷，為未完成之作。此書流傳不廣，散亡亦早。

## 歷代後漢書列表
自《東觀漢記》之後，三國吳、晉之間人陸續撰寫後漢史者有十餘家，可考者有：
| 書名         | 朝代 | 作者             | 体例   | 原卷數       | 今傳本卷數 | 補充                                                   |
| ------------ | ---- | ---------------- | ------ | ------------ | ---------- | ------------------------------------------------------ |
| 《後漢書》   | 吳   | 謝承             | 紀傳体 | 130卷        | 8卷        | 已佚。有輯本。一說無帝紀。                             |
| 《後漢記》   | 吳   | 薛瑩             | 紀傳体 | 100卷        | 1卷        | 已佚。有輯本。                                         |
| 《續漢書》   | 晉   | 司馬彪           | 紀傳体 | 83卷         | 5卷        | 已佚。有輯本。劉昭為此書八志作注，分為30卷，獨立刊行。 |
| 《漢後書》   | 晉   | 華嶠             | 紀傳体 | 97卷         | 3卷        | 已佚，無志。有輯本。                                   |
| 《後漢書》   | 晉   | 謝沈             | 紀傳体 | 122卷        | 1卷        | 已佚。有輯本。                                         |
| 《後漢南記》 | 晉   | 張瑩             | 紀傳体 | 55卷，或58卷 | 1卷        | 已佚。有輯本。                                         |
| 《後漢書》   | 晉   | 袁山松，一作袁崧 | 紀傳体 | 100卷        | 4卷        | 已佚。有輯本。                                         |
| 《後漢紀》   | 晉   | 張璠             | 編年体 | 30卷         | 1卷        | 已佚。有輯本。                                         |
| 《後漢書》   | 宋   | 劉義慶           | 紀傳体 | 55卷         |            | 已佚。                                                 |
| 《後漢書》   | 梁   | 蕭子顯           | 紀傳体 | 100卷        |            | 已佚。                                                 |
| 《後漢書鈔》 | 晉   | 葛洪             | 疑抄本 | 30卷         |            | 已佚。                                                 |
| 《後漢書》   | 宋   | 范曄             | 紀傳体 | 90卷         | 同左       | 今存。                                                 |
| 《後漢紀》   | 晉   | 袁宏             | 編年体 | 30卷         | 同左       | 今存。                                                 |

原有二十一家撰寫东汉历史。除了范曄《後漢書》及袁宏《後漢紀》以外，其餘皆己散佚。清人姚之駰、孫志祖、王謨、黃奭、王仁俊、陶棟、汪文臺等為此作輯佚工作。姚之駰撰《後漢書補逸》二一卷，輯錄《東觀漢記》和謝承、薛瑩、張璠、華嶠、謝沈、袁山松、司馬彪諸家遺文。汪文臺輯錄較為全面，輯有謝承《後漢書》8卷、薛瑩《後漢書》1卷、華嶠《漢後書》2卷、司馬彪《續漢書》5卷、謝沈《後漢書》1卷、袁山松《後漢書》2卷、張璠《後漢紀》1卷，合為《七家後漢書》，末附佚名《後漢書》佚文1卷。但汪輯本所使用輯錄的底本尚有脫漏衍訛，並非佳本，同時未輯張瑩《後漢南記》。近人周天游為彌補汪輯本之不足，重為輯佚校注，出版《八家後漢書輯注》，是目前較好的輯本。